# Rock espacial
El rock espacial (space rock en anglès) és un gènere musical sorgit durant la dècada de 1960 com un corrent del rock psicodèlic i la música progressiva. Es caracteritza pels seus llargs passatges instrumentals de tempo lent en els quals predominen els sintetitzadors, les guitarres embolicades en efectes atmosfèrics (vegeu delay i wah-wah) i lletres relacionades amb la ciència-ficció, que en conjunt produeixen un so hipnòtic i alienador.
El space rock va emergir a finals dels 60 al Regne Unit dins l'anomenada música psicodèlica. Un dels primers passos en el desenvolupament d'aquest corrent el va donar Pink Floyd en els seus primers discos, The Piper at the Gates of Dawn i A Saucerful of Secrets. Dues cançons de Syd Barrett, «Interstellar Overdrive» i «Astronomy Domine», constitueixen la primera mostra del gènere. Un altre dels grups pioners d'aquest so és la banda Gong.
A principis dels 70, el grup britànic Hawkwind fa un pas més en el desenvolupament del gènere amb el muntatge d'impressionants espectacles teatrals, que incloïen llums de làser, ballarines nues i imatgeria psicodèlica. El space rock es transforma així en un espectacle complet, que transcendeix l'aspecte purament musical. El llegat d'aquesta banda es reprèn en els 90. Led Zeppelin va fer un pas important en el space rock combinant-ho amb el hard rock i una mica de rock psicodèlic, la qual cosa es veu clarament en cançons com «Dazed and Confused». Destaca la banda nord-americana Monster Magnet, que pren el llegat del hard rock / space rock més àcid que practicava Hawkwind. El gènere va exercir també una notable influència en l'anomenat stoner rock, encapçalat per Kyuss.
El terme va ser també recuperat per altres nombrosos grups alternatius nord-americans i britànics dels 90. Els grups anomenats shoegaze o de noise pop experimentaven amb textures sonores de manera similar a com ho feien els antics grups de space rock. Aquests nous noms eren Slowdive, The Verve, My Bloody Valentine, Ride, The Flaming Lips, Failure i Hum.
A més molts d'ells eren veterans de l'escena que continuaven la seva marxa anys després, tal és el cas de Spacemen 3, un dels membres, Jason Pierce, va decidir formar Spiritualized.
En la primera dècada del segle xxi, l'estil va ser reprès per diverses bandes britàniques, de manera especial per Porcupine Tree i The Pineapple Thief. Aquests grups barregen el rock espacial amb heavy metal i amb pop, respectivament, fent que la proposta sigui una mica més accessible comercialment.

### Segle XXI
El 2009, un treballador fora de servei de la NASA del programa de transbordadors va sincronitzar imatges d'un llançament del Discovery amb la cançó «Sympathy For Vengeance» de Flowers Of Hell en un vídeo en línia que es va popularitzar entre el personal del Kennedy Space Center.
La banda Starset inclou temes relacionats amb l'espai publicats al seu àlbum de debut Transmissions el 2014 que va incloure mostres com ara comunicacions radiofòniques entre control terrestre i astronautes, l'efecte Doppler i fins i tot l'exploració de l'espai per part d'Edwin P. Hubble.

## Grup inclosos dins del space rock
| - Angels & Airwaves - Acid Mothers Temple - Akkabal - Camel - Club de la Serpiente - The Carpet Knights - David Bowie - Depeche Mode - Dione - Eloy | - Él Mató a un Policía Motorizado - The Flaming Lips - Flying Saucer Attack - Gong - Grandaddy - Hawkwind - Mew - Muse - M83 - Monster Magnet | - The Mars Volta - Omega - Ozric Tentacles - Pink Floyd - Porcupine Tree - Psicoglobines - Sonic Boom - Spacemen 3 - Spiritualized - Steven Wilson | - The Ganjas - The Baseball Furies - Steven Burns |